# Соколово (Вяземский район)
Соколово — деревня в Вяземском районе Смоленской области России. Входит в состав Юшковского сельского поселения. Население — 11 жителей (2007 год).
Расположена в восточной части области в 20 км к югу от Вязьмы, в 4 км западнее автодороги Р132 Вязьма — Калуга — Тула — Рязань, на берегу реки Волоста. В 0,1 км восточнее деревни расположена железнодорожная станция Волоста-Пятница на линии Вязьма — Калуга.

## История
В годы Великой Отечественной войны деревня была оккупирована гитлеровскими войсками в октябре 1941 года, освобождена в марте 1943 года.